# Salia trinidalis
Salia trinidalis är en fjärilsart som beskrevs av Paul Dognin 1914. Salia trinidalis ingår i släktet Salia och familjen nattflyn. Inga underarter finns listade.